# Джулія Робінсон
Джулія Голл Робінсон (англ. Julia Hall Robinson), уроджена Джулія Голл Боумен (англ. Julia Hall Bowman; 8 грудня 1919 — 30 липня 1985) — американський математик, яка зробила великий внесок у математичну логіку. Перша жінка-президент Американського математичного товариства.

## Біографія
Джулія Боумен народилася 1919 році в Сент-Луїсі (штат Міссурі); її батьками були Ральф Боуерс Боумен і Гелен Голл Боумен. Через два роки померла мати, і Джулія разом зі старшою сестрою Констанс переїхали до бабусі у Фінікс (штат Аризона). Батько тим часом втратив інтерес до свого бізнесу, одружився з Еден Кріделбо і приєднався з новою дружиною до дочок в Аризоні, після чого сім'я переїхала в Сан-Дієго (штат Каліфорнія), де стала жити на заощадження батька. Три роки по тому у Джулії народилася ще одна сестра — Біллі.
Коли Джулії було 9 років, вона заразилася скарлатиною, що змусило сім'ю місяць провести на карантині. Кінець карантину сім'я відсвяткувала, відвідавши перший звуковий фільм. Через рік у Джулії розвинулася гостра ревматична гарячка і їй довелося провести рік в ліжку під наглядом доглядальниці; лікуванням ревматизму в той час були сонячні ванни і повна ізоляція від людей. Коли вона стала відчувати себе краще, то почала проходити з репетитором шкільну програму з 5 по 8 класи. Коли вона знову змогла відвідувати школу (починаючи з 9 класу), то стала активно займатися математикою, і закінчила школу з відзнакою з математики.
У віці 16 років вступила до Вищої школи Сан-Дієго. Цей коледж спеціалізувався на підготовці вчителів, і Джулія, не знаючи іншої роботи, де б були потрібні математики, стала готувати себе до кар'єри вчителя. Згодом у батька скінчилися заощадження і він покінчив життя самогубством. Незважаючи на смерть батька, вона продовжила навчання в коледжі, що коштувало 20 доларів за семестр, за рахунок фінансової допомоги тітки, а також старшої сестри, що стала вчителькою в Сан-Дієго. Якість викладання математики в коледжі її не влаштувала, і на старших курсах вона змогла перевестися в Каліфорнійський університет в Берклі.
Будучи студенткою першого курсу, Джулія стала відвідувати предмет «Теорія чисел», який вів доцент Рафаель Робінсон. На цей предмет ходило всього чотири людини, тож Джулія і Рафаель познайомилися досить близько. Вони стали проводити багато часу разом. Коли Джулія втратила роботу, то влаштувалася асистенткою Єжи Неймана. У 1941 році вона отримала ступінь магістра. 22 грудня 1941 вийшла заміж за Рафаеля, однак після цього, відповідно з правилами (члени однієї сім'ї не могли викладати на одному і тому ж факультеті), Джулія не могла залишатися в числі викладачів математичного факультету, і їй довелося піти до Неймана в лабораторію статистики, де вона стала працювати над секретними військовими проектами.
Перші пологи пройшли невдало і вона втратила дитину: виявилося, що через перенесений ревматизм у неї утворився рубець в мітральному клапані і лікарі порадили їй більше не народжувати. Щоб вийти з депресії, вона почала роботу над дисертацією під керівництвом Альфреда Тарського і у 1948 році отримала ступінь доктора філософії. У тому ж році вона почала роботу над рішенням десятої проблеми Гільберта — роботу, яка зайняла велику частину її життя.
У 1949—1950 роках Джулія Робінсон протягом року працювала на корпорацію RAND, займаючись проблемами теорії ігор. У 1950-х роках вона стала брати активну участь в діяльності місцевих організацій Демократичної партії і менше уваги приділяла математиці. У 1952 році взяла участь у президентській кампанії Едлая Стівенсона, а коли у 1958 році Алан Кренстон балотувався на пост контролера штату Каліфорнія — була головним менеджером його виборчої кампанії в окрузі Контра-Коста.
У 1961 році Джулія Робінсон перенесла операцію на серці, в результаті якої був видалений рубець з мітрального клапана. Операція була успішною, і вона стала активнішою фізично — зокрема, зайнялася їздою на велосипеді.
У 1975 році Джулія Робінсон стала першою жінкою-математиком, яку обрали до Національної академії наук США. У 1976 році вона отримала можливість стати повним професором в університеті в Берклі, але через проблеми зі здоров'ям змогла нести лише чверть потрібного викладацького навантаження. У 1979 році отримала почесний ступінь від Коледжу Сміта. У 1982 році обрана президентом Асоціації президентів наукових товариств, але була змушена відмовитися через проблеми зі здоров'ям; в тому ж році обрана президентом Американського математичного товариства. У 1985 році обрана до Американської академії мистецтв і наук.
Влітку 1984 року в Джулії Робінсон був діагностований лейкоз. Після лікування, 30 липня 1985 році вона померла. Наступного року її чоловік заснував Фонд Джулії Боумен-Робінсон (Julia Bowman Robinson Fund).

## Наукові досягнення
Основним внеском в математику Джулії Робінсон є її роботи, пов'язані з рішенням десятої проблеми Гільберта. У роботі 1952 року вона сформулювала достатню умову для існування діофантового уявлення для операції піднесення до степеня. У 1961 році в спільній з Мартіном Девісом і Гіларі Патнемом статті було отримано експоненціально-діофантове уявлення для будь-якої рахункової множини. Одним із наслідків роботи стала можливість зведення будь-якого показово-діофантове рівняння до експоненціально-діофантових рівнянь з фіксованим числом змінних. Спираючись на ці роботи, Юрій Матіясевич у 1970 році зміг зробити фінальний крок у вирішенні десятої проблеми Гільберта.
Крім цього, в своїй докторській дисертації «Визначеність і розв'язність проблем в арифметиці» Джулія Робінсон довела нерозв'язність арифметики раціональних чисел. Під час роботи на корпорацію RAND вона довела теорему, яка стосується гри двох гравців з нульовою сумою, яка була оцінена як «найважливіша теорема в елементарній теорії ігор».